# Simone Grotzkyj
Simone Grotzkyj, más formában Simone Grotzkij (Pesaro, 1988. szeptember 28. –) olasz motorversenyző, legutóbb a MotoGP 250 köbcentiméteres géposztályában versenyzett.
A sorozatban 2005-ben mutatkozott be, szabadkártyásként. 2006-ban és 2007-ben teljes szezont futott a nyolcadliteresek között, 2007-ben egy pontot szerzett. 2008-ban, Manuel Poggiali visszavonulása után 5 futamot teljesített a negyedliteresek között, ezeken összesen 4 pontot szerzett.